# Sueño del principiante

Una ilustración del error que implica el sueño del principiante en dos dimensinones. Cada lado del cuadradodo mide X+Y. El área del cuadrado es la suma de la región amarilla (=X^{2}), el área de la región verde (=Y^{2}) y las áreas de las dos regiones blancas (=2×X×Y).

El sueño del principiante es un nombre que a veces se le da a la ecuación errónea {\displaystyle (x+y)^{n}=x^{n}+y^{n}}, donde {\displaystyle n} es un número real (generalmente un entero positivo mayor que 1) y {\displaystyle x,y} son números reales distintos de cero. Los estudiantes principiantes comúnmente cometen este error al calcular la potencia de una suma de números reales, asumiendo falsamente potencias satisfacen una ley distributiva para la suma. Cuando n = 2, es fácil ver por qué esto es incorrecto: (x +  y)2 se puede calcular correctamente como x2 + 2xy +  y2. Para valores enteros positivos mayores de n, el resultado correcto viene dado por el teorema del binomio.
El nombre "sueño del principiante" también se refiere a veces al teorema que dice que para un número primo p, si x e y son miembros de un anillo conmutativo de característica p, entonces (x +  y)p =  xp +  yp. En este tipo más exótico de aritmética, el "error" en realidad da el resultado correcto, ya que p divide todos los coeficientes binomiales aparte del primero y el último, haciendo que todos los términos intermedios sean iguales a cero.
La identidad también es realmente cierta en el contexto de geometría tropical, donde la multiplicación se reemplaza con la suma, y la suma se reemplaza con mínimo.

## Ejemplos
- {\displaystyle (1+4)^{2}=5^{2}=25}, pero {\displaystyle 1^{2}+4^{2}=17}.

- {\displaystyle {\sqrt {x^{2}+y^{2}}}} no es igual a {\displaystyle {\sqrt {x^{2}}}+{\sqrt {y^{2}}}=|x|+|y|}. Por ejemplo, {\displaystyle {\sqrt {9+16}}={\sqrt {25}}=5}, que no es igual a {\displaystyle {\sqrt {9}}+{\sqrt {16}}=3+4=7}. En este ejemplo, el error se está cometiendo con el exponente n = 12.

## Característica principal
Cuando {\displaystyle p} es un número primo y {\displaystyle x} y {\displaystyle y} son miembros de un anillo conmutativo de característica {\displaystyle p}, entonces {\displaystyle (x+y)^{p}=x^{p}+y^{p}}. Esto se puede ver examinando los factores primos de los coeficientes binomiales: el coeficiente binomial nésimo es
{\displaystyle {\binom {p}{n}}={\frac {p!}{n!(p-n)!}}.}
El numerador es p factorial(!), que es divisible por p. Sin embargo, cuando 0 < n < p, ambos n! y ( p &menos; n)! son coprimos con p ya que todos los factores son menores que p y p es primo. Dado que un coeficiente binomial es siempre un número entero, el coeficiente binomial nésimo es divisible por p y, por lo tanto, igual a 0 en el anillo. Nos quedamos con los coeficientes cero y pésimos, que son iguales a 1, produciendo la ecuación deseada.
Por lo tanto, en la característica p el sueño del principiante es una identidad válida. Este resultado demuestra que la exponenciación por p produce un endomorfismo, conocido como el endomorfismo de Frobenius del anillo.
La demanda de que la característica p sea un número primo es fundamental para la verdad del sueño del principiante. Un teorema relacionado establece que si p es primo entonces ( x + 1)p ≡ xp + 1 en el anillo polinómico {\displaystyle \mathbb {Z} _{p}[x]}. Este teorema es un hecho clave en las pruebas modernas de primalidad.

## Historia y nombres alternativos
La historia del término "sueño del principiante" es algo confusa. En un artículo de 1940 sobre cuerpos modulares, Saunders Mac Lane cita a  La observación de Stephen Kleene] de que un conocimiento de (a + b)2 = a2 + b2 en un cuerpo de característica 2 corrompería a los estudiantes de primer año de álgebra. Esta puede ser la primera conexión entre "principiante" y la expansión binomial en campos de características positivas. Desde entonces, los autores de textos de álgebra de pregrado tomaron nota del error común. La primera certificación real de la frase "sueño del principiante" parece estar en Hungerford libro de texto de álgebra graduado (1974), donde cita a McBrien. Los términos alternativos incluyen "exponenciación del principiante", usado en Fraleigh (1998). El término "sueño del principiante" en sí, en contextos no matemáticos, se registra desde el siglo XIX.
Dado que la expansión de (x + y)n está correctamente dada por el teorema del binomio, el sueño del principiante también se conoce como el "teorema del binomio del niño"  o "teorema binomial del escolar".